# 西莫内·德尔内罗
西莫内·德爾內羅（義大利語：Simone Del Nero，1981年8月4日—），意大利男子足球運動員。在場上司職前鋒。目前效力於意甲球隊拉素。

## 生平
德爾內羅出身自恩波利的青訓系統。不過他只為恩波利打了四場職業比賽後就轉會去了布雷西亞。在2007年夏季，德爾內羅轉會去了意甲強隊拉素。